# ملک موسو
ملک موسو (به ترکی استانبولی: Melek Mosso) با نام واقعی ملک داوارجی (به ترکی استانبولی: Melek Davarcı) (۱۱ نوامبر ۱۹۸۸) موسیقی‌دان و معلم موسیقی است.

## زندگی و حرفه
در ۱۱ نوامبر ۱۹۸۸ در قیصریه متولد شد. موسیقی را در هفت سالگی با نوشتن اولین ترانه‌اش آغاز کرد. در ۹ سالگی در کنسرواتوار شهرداری دنیزلی باغلاما و درس‌های موسیقی فولکلور ترکی را آغاز کرد. بعد از آن در دبیرستان هنرهای زیبا ادامه تحصیل داد. در دورهٔ دبیرستان نواختن فلوت عرضی را شروع کرد. تحصیلات دانشگاهی‌اش را در دانشگاه عدنان مندرس، دانشکده آموزش، دپارتمان معلمی موسیقی تمام کرد. در زمان دانشجویی به‌عنوان عضو گروه کر و نیز تکخوان فعالیت کرد.
بعد از تمام کردن تحصیلاتش با آمدن به استانبول و نواختن موسیقی در خط قاضی‌کوی–بشیکتاش، برای خودش نامی دست‌وپا کرد. علاوه بر این، پیانو، فلوت عرضی، سلفژ، و هارمونی درس داد و دانش‌آموزانش را که خواستار یادگیری موسیقی بودند برای امتحانات کنسرواتور آماده کرد. در مسابقات موسیقی مختلفی شرکت کرد و جایزه‌ها برد. با دوستان موسیقی‌دانش گروهی به نام Zbam The Band تشکیل داد و قطعاتی با مضامین جاز و سوینگ را در صحنه‌های مختلفی اجرا کرد.
ویدئوی اجرای مجدد ترانهٔ «اگر بزنند نمی‌توانم بمیرم» اثر ییلدیز تیلبه توسط او بالای ۱۰۰ میلیون بار دیده شد. در ترانهٔ «هیچ نوری نیست» که برای سریال گودال ساخته شد No.1 را همراهی کرد که شمار بازدید از این قطعه به بالای ۱۰۰ میلیون رسید. همچنین قطعهٔ «هیچ نوری نیست» در آلبوم «بیرق سیاه» No.1 قرار گرفت. در سال ۲۰۱۸، تک‌آهنگ «گربه» که شعر و موسیقی‌اش را خودش نوشته بود برای مدتی طولانی در فهرست‌های موسیقی رادیوها جای گرفت.

## یادداشت
1. ↑  Vursalar Ölemem
2. ↑  Hiç Işık Yok
3. ↑  Siyah Bayrak
4. ↑  Kedi